# Renault 900
El Renault 900 es un prototipo de automóvil del fabricante francés Renault, concebido como un coche estéticamente "del revés", situando el volante en lo que visualmente parece el maletero.
Fue presentado en 1959 con un motor V8 de 1700 centímetros cúbicos situado en su parte trasera, es decir el capó de atrás.
El llamado "Proyecto 900" englobaba una serie de prototipos que emulaban que el vehículo circulara hacia detrás, en una especie de monovolumen con maletero posterior, en el que el conductor iría sentado por delante incluso de su eje delantero.